# 難陀王朝
難陀王朝是古印度摩揭陀王國的一個王朝。建於前424年，亡於前321年，其創建者為摩訶帕德摩·难陀（意译为大红莲难陀）。
難陀王朝成立後，摩訶帕德摩大力擴充軍隊，並将北印度恆河沿岸大部份地區纳入其治下。此外，他設立了稅收制度，又興建運河和其他水利工程。摩訶帕德摩死後，馬其頓帝国亚历山大大帝攻入印度河平原。前321年，以旃陀羅笈多為首的起義軍（即後來的孔雀王朝）擊潰了馬其頓軍，並推翻了難陀王朝。

## 歷史
根據希臘歷史學家狄奧多羅斯（前1世紀）的說法，難陀王朝的君主被認為是理髮師之子。這位理髮師因其漂亮的外表而成為前女王的情人，後暗殺了當時的國王，充當當時的王子的監護人，從而成爲新國王。

## 相關國家
- 孔雀王朝

### 書目
- Singh, Upinder, , Pearson Education, 2016  [2018-08-05], ISBN 978-93-325-6996-6, （原始内容存档于2020-12-14）